# 大衛·歐文
歐文男爵大衛·安東尼·盧埃林·歐文，CH，PC，FRCP（英語：David Anthony Llewellyn Owen, Baron Owen，1938年7月2日—）為英國政治家，1977年至1979年擔任英國外交大臣，是近代最年輕的外交及國協事務大臣。1981年，歐文離開工黨而創立社會民主黨(由溫和的工黨成員組成）。1992年因為其政治生涯的貢獻受封為終身貴族。為上議院中立議員 。

## 生平
歐文1938年生於威爾斯。1962年當他在倫敦的聖托馬斯醫院實習時，就獲得工黨授意參加議員選舉。1965年他當選普利茅斯蘇吞區（Plymouth Sutton）的議員。

## 成立社會民主黨
1980年代，歐文與詹金斯（Roy Jenkins）等人組成社會民主黨（Social Democratic Party, SDP），試圖要英國人民擺脫兩黨選擇第三黨，結果共有28名兩大黨的國會議員脫黨加入SDP，也在那時的國會補選中獲得大勝。

## 狂妄症候群
2008年，歐文在英國的醫學雜誌《腦》（Brain）發表文章，討論政治領導人物的精神疾病，他創造「狂妄症候群」（Hubris Syndrome）一詞，來說明政治領導人物因為權力過大而造成與現實脫節。